# هاتف علیمردانی
هاتف علیمردانی (زاده ۱۳۵۵ در تهران) کارگردان، فیلم‌نامه‌نویس و تهیه‌کننده اهل ایران است.

## کارگردان
- ستاره بازی (۱۳۹۸)
- کلمبوس (۱۳۹۷)
- آبا جان (۱۳۹۵)
- هفت ماهگی (۱۳۹۴)
- کوچه بی‌نام (۱۳۹۳)
- مردن به وقت شهریور (۱۳۹۲)
- به خاطر پونه (۱۳۹۱)
- یک فراری از بگبو (۱۳۹۰)
- راز دشت تاران (۱۳۸۸)

## نویسنده
- ستاره بازی (۱۳۹۸)
- کلمبوس (۱۳۹۶)
- آبا جان (۱۳۹۵)
- هفت ماهگی (۱۳۹۴)
- کوچه بی‌نام (۱۳۹۳)
- مردن به وقت شهریور (۱۳۹۲)
- به خاطر پونه (۱۳۹۱)
- یک فراری از بگبو (۱۳۹۰)
- راز دشت تاران (۱۳۸۸)

## تهیه‌کننده
- کلمبوس (۱۳۹۶)
- آبا جان  (۱۳۹۵)
- مردن به وقت شهریور (۱۳۹۲)